# Az angol beteg (film)
Az angol beteg (eredeti cím: The English Patient) 1996-ban bemutatott filmdráma Anthony Minghella rendezésében. A forgatókönyvet Minghella Michael Ondaatje azonos című regénye alapján írta. A film kilenc Oscar-díjat nyert. Ondaatje maga is dolgozott a filmkészítőkkel. A filmben elhangzik a Szerelem, szerelem című magyar népdal Sebestyén Márta előadásában.

## Rövid összefoglaló
A film a második világháború vége felé játszódik. Hana, a francia-kanadai ápolónő egy súlyosan megégett férfit ápol egy kis romos toszkánai kolostorban. A beteg semmire sem emlékszik, még a nevére sem; életének korábbi mozzanatait visszaemlékezéseiből tudhatja meg a néző. Kiderül, hogy ő a magyar Afrika-kutató, Almásy László gróf, aki térképet készített a Szaharáról, és halálosan szerelmes volt kollégája feleségébe, akivel viszonya is volt.

## Szereplők
| Szerep             | Színész              | Magyar hangja     |
| ------------------ | -------------------- | ----------------- |
| Almásy László gróf | Ralph Fiennes        | Kautzky Armand    |
| Hana               | Juliette Binoche     | Györgyi Anna      |
| Caravaggio         | Willem Dafoe         | Csernák János     |
| Katharine Clifton  | Kristin Scott Thomas | Prókai Annamária  |
| Kip                | Naveen Andrews       | Kálid Artúr       |
| Geoffrey Clifton   | Colin Firth          | Háda János        |
| Madox              | Julian Wadham        | Galambos Péter    |
| Müller őrnagy      | Jürgen Prochnow      | Németh Gábor      |
| Mary               | Torri Higginson      | Farkasinszky Edit |

## Díjak, jelölések
- BAFTA-díj (1997)
  - díj: legjobb film: Saul Zaentz, Anthony Minghella
  - díj: legjobb operatőr: John Seale
  - díj: legjobb női mellékszereplő: Juliette Binoche
  - díj: legjobb adaptált forgatókönyv: Anthony Minghella
  - díj: legjobb vágás: Walter Murch

- Berlini Nemzetközi Filmfesztivál (1997)
  - díj: Legjobb női alakítás: Juliette Binoche

- Golden Globe-díj (1997) 
  - díj: Legjobb filmzene: Gabriel Yared
  - díj: legjobb film – drámai kategória

- Oscar-díj (1997)
  - díj: legjobb film
  - díj: legjobb rendező: Anthony Minghella
  - díj: legjobb operatőr: John Seale
  - díj: legjobb női mellékszereplő: Juliette Binoche
  - díj: Legjobb jelmeztervezés: Ann Roth
  - díj: Legjobb hang: Walter Murch, Mark Berger, David Parker, Christopher Newman
  - díj: Legjobb vágás: Walter Murch
  - díj: Legjobb filmzene: Gabriel Yared
  - jelölés: legjobb férfi főszereplő: Ralph Fiennes
  - jelölés: legjobb női főszereplő: Kristin Scott Thomas
  - jelölés: legjobb adaptált forgatókönyv: Anthony Minghella

## Szakirodalom
- Walter Murch: Egyetlen szempillantás alatt. Gondolatok a filmvágásról. (Szerzőifilmes Könyvtár 1. kötet; Francia Új Hullám Kiadó, Bp., 2010.)